# Lidové vozítko
Lidová vozítka jsou vozidla vyráběná doma. Důvodem jejich domácí výroby byla nedostupnost automobilů v tehdejší době. Obvykle byla poháněna motorem z motocyklu. Lze o nich říct, že byla mezičlánkem mezi automobilem a motocyklem.
Podle kategorizace vozidel v době jejich vzniku bylo za lidové vozítko považováno tří- nebo čtyřkolové vozidlo do pohotovostní hmotnosti 400 kg. Takovéto vozidlo bylo pak zařazeno do kategorie motocykl. Do této kategorie ale byla zařazena i vozidla, která přesahovala pohotovostní hmotnost 400 kg.
Amatérsky vyráběná vozítka byla někdy pojmenovávána roztodivně, např. Mirda, Krajan, Juchtajděrda, Autocykl, Hanel či Frada.

## Velorex
Jedno z mála lidových vozítek, které se dostalo do sériové výroby.

## Avia 350

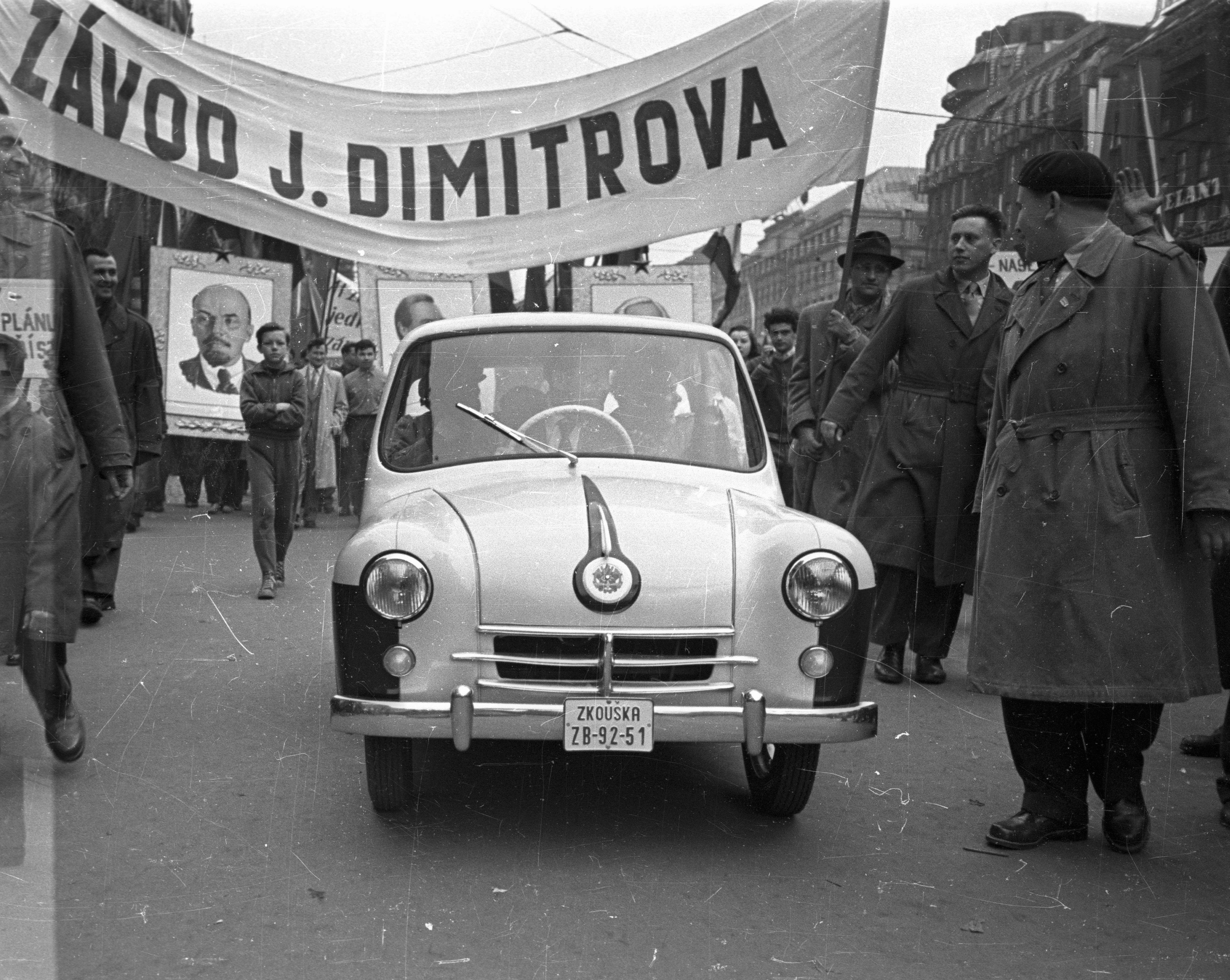
Avia 350 první verze na prvomájovém průvodu v Praze, 1956

Avia 350 bylo třímístné vozítko navržené leteckou továrnou Avia. Vozítko mělo motor Jawa 350, který poháněl zadní kola. Nástup byl umožněn odsouvatelnou karoserií. Druhého prototypu se širší karosérií bylo vyrobeno devět kusů.

## Hanel
Hanel je vozítko konstruktéra Ing. Miloše Hanouska, který se později podílel na konstrukci vozítka Motorex. Původně mělo být vozítko vybavené motorem 500 ccm, ovšem použit byl motor Jawa 250 ccm a později Jawa 350 ccm. Kvůli vozítku Jawa zkonstruovala i speciální dvouválcový motor o objemu 400 ccm.

## Lidové vozítko Františka Netíka
Vozítko vypadá jako americké auto. Má poháněnou přední nápravu a zadní nápravu řízenou. Zvláštností je lanový převod pro řízení zadní nápravy.
- Rok výroby: 1957
- Motor: Aero Minor
- Hmotnost: 800 kg
- Délka 4500 mm

## Moravan M56
Moravan M56 bylo vozítko vyrobené továrnou Moravan, která se jinak zabývala výrobou malých civilních a cvičných letadel. Vozítko bylo třímístné, sedadlo řidiče bylo umístěné uprostřed a sedadla pro další dva cestující byla umístěna po jeho stranách. Nástup do vozítka byl umožněn odsouvatelnou kabinou.
- Hmotnost: 380 kg
- Maximální rychlost: 80 km/h

## Moravan M56T
Moravan M56T má karosérii s bočními dveřmi, k jeho sériové výrobě nedošlo.
- Rok výroby: 1956
- Motor: Jawa 350
- Výška: 1700 mm
- Šířka: 1800 mm
- Délka: 2670 mm
- Rozvor náprav: 1700 mm
- Hmotnost pohotovostní: 480 kg
- Hmotnost užitečná: 250 kg
- Hmotnost celková: 730 kg

## Lidové vozítko vyrobené Karlem Malířem
- Výroba: 1940 - 1952
- Motor: Fichtel a Sachs,[3] 400 ccm
- Počet vyrobených kusů: 2

## MIS
MIS je vozítko vyrobené konstruktérem Milošem Schützem. Jedná se o čtyřkolové dvoumístné vozítko s pohonem předních kol.
- Rok výroby: 1958
- Motor: Jawa 350

## V. K. 48
V. K. 48 je třímístné vozítko vyrobené Václavem Krejbichem. Vozítko bylo poháněné motorem Ogar.

## Lidové vozítko Šmejkal-Písnice
Vozík Šmejkal Gnome&Rhone postavil v roce 1951 pan Václav Šmejkal z Písnice. Pro jeho pohon použil francouzský motocyklový motor, vyrobený roku 1942 leteckou továrnou Gnome-Rhône. Měl poháněnou přední nápravu.